# 14322 Shakura
14322 Shakura là một tiểu hành tinh vành đai chính khoảng 6 km, được phát hiện bởi Nikolai S. Chernykh ở 1978. Nó được đặt theo tên Nikolai I. Shakura, một nhà thiên văn học Nga nổi tiếng.